# Senatstorvet
Senatstorvet (finsk: Senaatintori; svensk: Senatstorget) er en plads i det centrale Helsinki. Den kan ses som Carl Ludvig Engels arkitektoniske allegori over byens politiske, religiøse, videnskabelige og kommercielle magt.
Senatstorvet og dets omgivelser udgør den ældste del af det centrale Helsinki. Rundt om pladsen ligger Helsinki Domkirke (1830-52), Statsrådsslottet (1818-22), Helsinki Universitets hovedbygning (1832) og Sederholmhuset (1757), der med sine 260 år er Helsinkis ældste bygning.

## Historie
Statsrådsslottet stod færdigt på Senatstorvets østlige side i 1822. Det husede det finske senat indtil 1918, men er i dag hjemsted for den finske statsminister og hans kabinet. Universitetets hovedbygning på den anden side af pladsen blev færdiggjort 1832.
Helsinki Domkirke på Senatstorvets nordlige side var Engels største projekt. Han arbejdede på kirken fra 1818 og frem til sin død i 1840. Helsinki Domkirke, der dengang hed Skt. Nikolajs Kirke, dominerer Senatstorvet. Den blev indviet tolv år efter Engels død i 1852.

## Statuen af Alexander 2.
Midt på pladsen står en statue af zar Alexander 2. af Rusland. Statuen, der er udført af Walter Runeberg, blev rejst i 1894 til minde om zarens genetablering af den finske rigsdag i 1863. Den er omgivet af figurer, der repræsenterer lov, kultur og landbrug. Under russificeringen af Finland (1899-1917) blev statuen et finsk frihedssymbol. Finnerne protesterede mod Nikolaj 2.s dekreter ved at lægge blomster for foden af statuen af hans bedstefar, der blev kendt som "den gode zar".
Efter Finlands uafhængighed i 1917 mente mange, at statuen skulle fjernes. Det blev senere foreslået at erstatte den med rytterstatuen af Carl Gustaf Mannerheim, der i dag står på Mannerheimintie (svensk: Mannerheimvägen) foran Kiasma. Ingen af disse forslag blev dog ført ud i livet og statuen er i dag en af Helsinkis største turistattraktioner.

## Nuværende rolle
Senatstorvet er i dag en af Helsinkis største turistattraktioner. Her afholdes mange forskellige arrangementer, bl.a. koncerter og julemarkeder.
Senatstorvet genlyder dagligt kl. 17:49 af et digitalt klokkespil. Lydinstallationen er komponeret af Harri Viitanen og Jyrki Alakuijala. Klokkespillet kan bedst høres fra bronzestatuen af Alexander 2.

## I populærkulturen
Film
- Den amerikanske skuespiller og filminstruktør Warren Beatty filmede flere scener til sin film Reds (1981) på Senatstorvet. I filmen agerer Helsinki stand-in for Skt. Petersborg. Domkirken er dog ikke med i filmen.
- Senatstorvet – inklusiv domkirken – optræder i titelsekvensen i John Hustons The Kremlin Letter (1970).
- Pladsen er med i Jim Jarmuschs film Night on Earth (1991).

Musik
- Åbningssekvensen i musikvideoen til Darudes "Sandstorm" udspiller sig foran Storkirken på Senatstorvet.[2]

## Billedgalleri
- Alexander 2.s statue. Foto taget i 1894 af Karl Emil Ståhlberg.
- Senatstorvet en decembermorgen 2004. Universitetets hovedbygning til højre og zarens statue i midten.
- Bockskahuset ved Aleksanterinkatu langs Senatstorvet.
- Udsigt over Senatstorvet.